# Історичний музей Джакарти
Історичний музей Джакарти (індонез. Museum Sejarah Jakarta), відомий також як Музей Фатахилли, або Музей Батавія — історичний музей, що знаходиться у Старому місті (місцева назва: Кота Туа) у Джакарті (Індонезія).
Будівля була зведена у 1710 році як муніципалітет Батавії. Історичний музей м. Джакарта було відкрито у 1974 році, експозиція містить місцеві артефакти доісторичного періоду, об'єкти, що стосуються заснування Джакарти у 1527 році та періоду голландської колонізації (з 16 сторіччя до оголошення незалежності Індонезії у 1948 р.).
Музей розташований у північній частині площі Фатахилла-сквер (попередня назвав: міська площа Батавія) неподалік від Музею Вайанг і Музею образотворчого мистецтва і кераміки. Вважається, що прототипом для цього музею слугувала будівля Королівського музею в Амстердамі.

## Історія
Історичний музей м. Джакарта знаходиться у колишній будівлі муніципалітету Батавії (яка раніше іменувалася: Штадхус). Певний час цей будинок був штаб-квартирою Голландської Іст-Індійської Компанії, потім — будівлею голландської колоніальної адміністрації. Існуюча будівля побудована муніципалітетом у 1707 р. замість старої ратуші, рік будівництва — 1627. Губернатор генерал Абрахам ван Рібек офіційно відкрив його у 1710 р. Оскільки місто забудовувалося у південному напрямку, будинок припинили використовувати як муніципалітет (нідерландською: гемеентехус) у 1913 р.
Після оголошення незалежності Індонезії у 1945 р., приміщення використовувалися як адміністрація губернатора Західної Яви до 1961 року, коли Джакарту було оголошено незалежною автономією. Надалі будівля використовувалася адміністрацією губернатора особливого столичного округу Джакарта. У 1970 році площі Фатахилла-сквер надано статус культурної спадщини. Муніципалітет особливого столичного округу доклав зусиль до розвитку історичної зони центру Джакарти. Урочисте відкриття Історичного музею міста Джакарта відбулося 30 березня 1974 року. Його було відкрито як центр збирання, збереження та дослідження різноманітних об'єктів культурної спадщини, що стосуються історії центральної частини Джакарти. Будинок вражає масштабом, величезними дерев'яними кроквами і покриттям підлоги.

## Опис будівлі
Будівля містить 37 залів. Під передньою галереєю знаходиться кілька камер, де утримували ув'язнених до 1846 р. Яванський борець за свободу Принц Діпонегоро, заарештований у підступний спосіб, перебував тут у 1830 р. до вигнання до Манадо (провінція Північна Сулавезі).
Будинок музею знаходиться на площі, яка колись називалася — Штадхусплейн (площа муніципалітету). Теперішня назва площі: площа Фатахилла-сквер. У центрі площі знаходиться фонтан, який був джерелом води у колоніальну епоху. Поруч розташована португальська гармата (гармата «Сі Джагур») з орнаментом ручної роботи у формі дулі, місцеві вірять, що він допомагає жінкам завагітніти. Раніше площа використовувалася як місце страти.

## Експозиція
У запасниках Історичного музею м. Джакарта нараховується близько 23500 об'єктів, деякі були передані з Музею Оде Батавіаше (сучасна назва: Музей Вайанг). У колекції знаходяться експонати часів Голландської Іст-Індійської Компанії, історичні карти, картини, кераміка, меблі та археологічні об'єкти доісторичного періоду, такі як древні написи та меч. У музеї знаходиться також багата колекція меблів стилю Бетаві 17 — 19 сторічь. Експозиція розміщена у кількох залах: зал доісторичної Джакарти, зал Таруманегара, зал Джакарта, зал Фатахилла, зал Султану Анунга та зал Тамрин.
У музеї також знаходиться копія напису на каменію Тугу (оригінал — Національний музей) епохи Великого короля Пурнавармана, це свідчить про те, що центр Королівства Таруманегара розташовувався навколо морського порту Танджунг Пріок на узбережжі Джакарти. Тут є копія плану 16 сторіччя Монументу португальського, — історичне свідоцтво існування гавані Сунда Келапа.

## Охорона пам'ятників старовини
У липні 2011 року музей було тимчасово закрито на реставрацію. Початок реставраційних робіт, які будуть проводитися за підтримки уряду Нідерландів, заплановано на 2012 рік. Реставрація закінчилася у лютому 2015 р. Було обладнано під час реставраційних робіт новий зал «Зал реставраційних робіт», новий розділ експозиції демонструє перспективи та місію відродження Старого Міста Джакарти з погляду майбутнього «Старої Батавії».